# Goxwiller
Goxwiller je francouzská obec v departementu Bas-Rhin v Alsasku. V roce 2014 zde žilo 862 obyvatel.
Obcí, která je obklopena vinicemi a poli, prochází pouze jedna ulice. Její obyvatelé se živí pěstováním vína a tradičními řemesly, např. koželužstvím nebo výrobou dřeváků.

## Historie
První zmínka o obci pochází z roku 920. Ve středověku vesnice patřila několika opatstvím, jedním z nich bylo opatství Niedermünsterské. Několik století před Velkou francouzskou revolucí spadala obec pod svobodné říšské město Štrasburk. V té době byla velká většina obyvatel protestantského vyznání. V roce 1760 měla obec zhruba 400 obyvatel, roku 1836 jich bylo 657. Během své historie byla několikrát vypleněna příslušníky armád, které jí a jejím okolím procházely.

## Osobnosti
- Hélène de Beauvoir, francouzská malířka

## Galerie

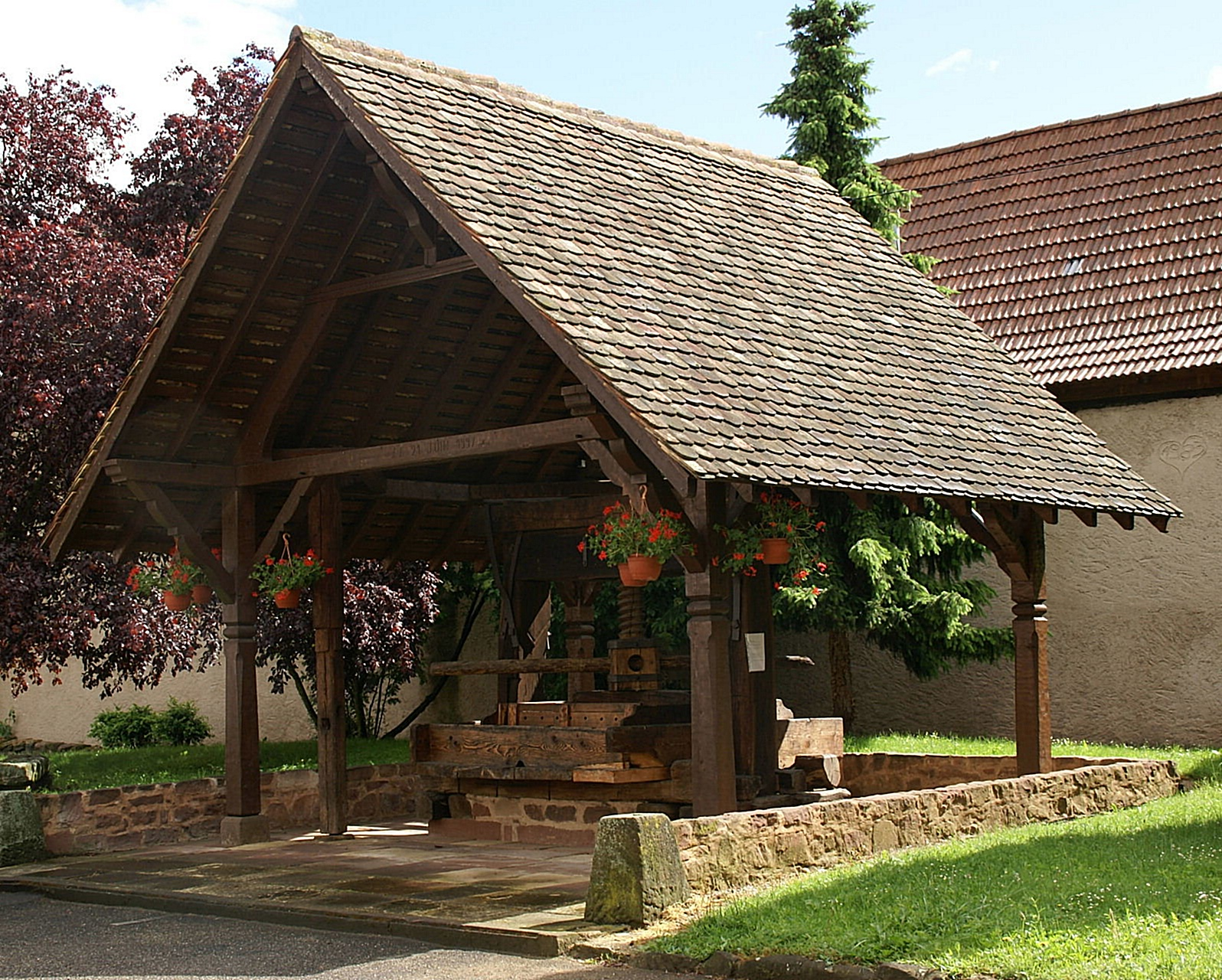
Starobylý lis na víno ze 17. století
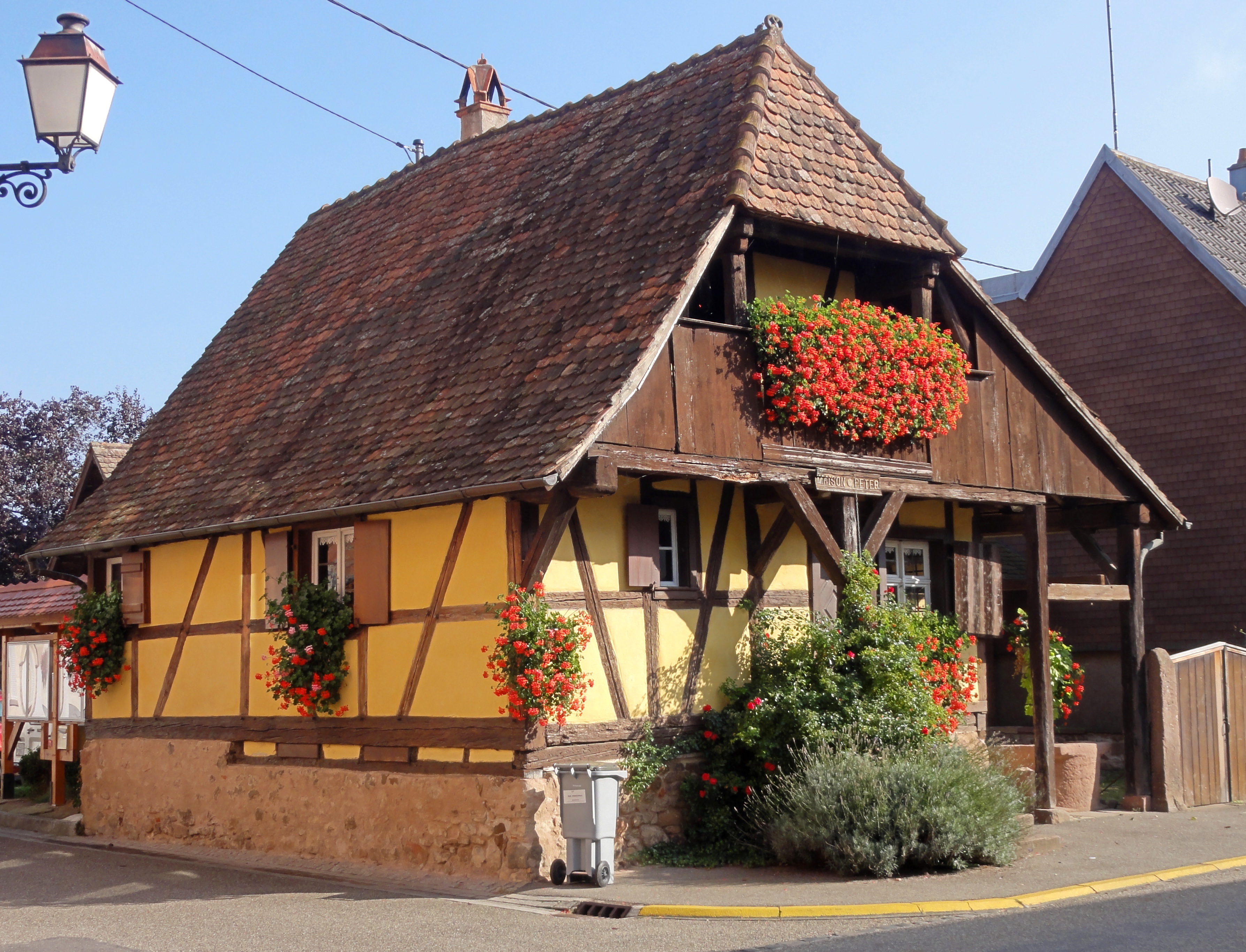
Pekařův dům, postaven pravděpodobně v 17. nebo 18. století
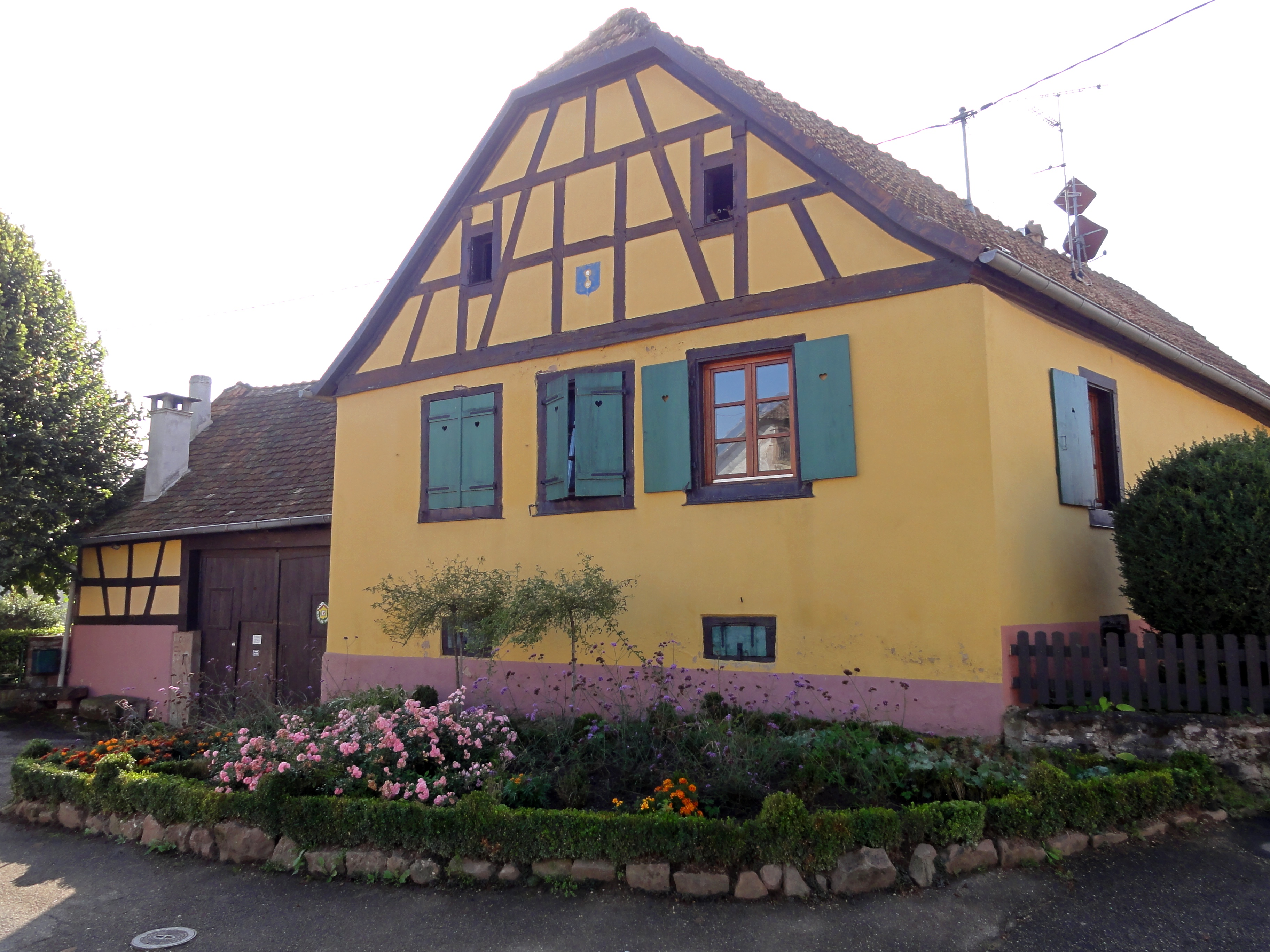
Dům patřící Niedermünsterskému opatství, nazývaný Meyerhof. Postaven byl na počátku 17. století.
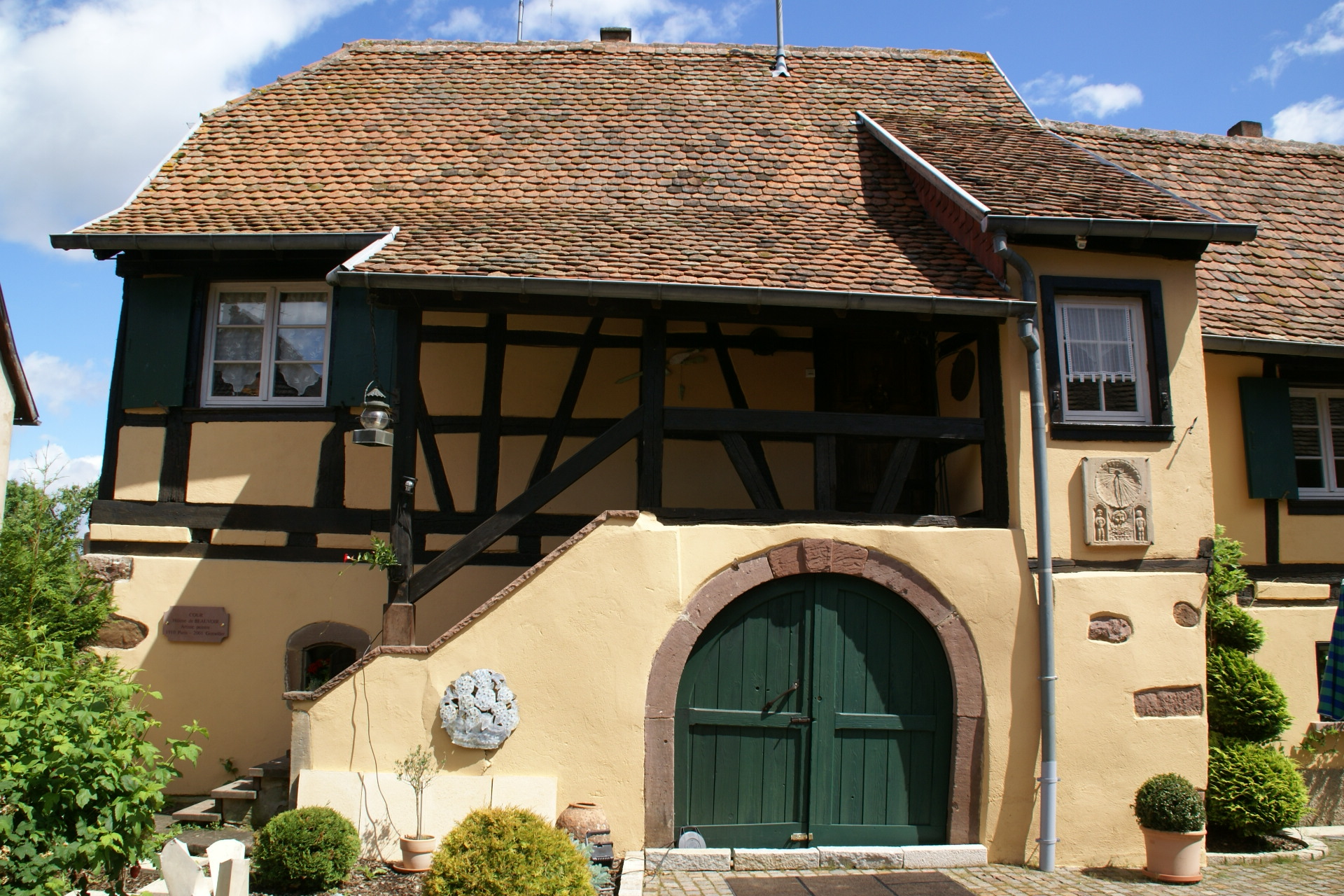
Dům Hélèny de Beauvoir